# Yamato (provincia)

Mappa delle province giapponesi con la provincia di Yamato evidenziata

La Provincia di Yamato (大和? , pronuncia italiana e giapponese: /ˈjamato/) fu una provincia del Giappone corrispondente all'odierna prefettura di Nara sull'isola di Honshū. Fu il luogo dove si stanziò la corte imperiale giapponese, ed il termine Yamato, o Grande Yamato, venne a indicare l'intero Giappone.
I clan della provincia di Yamato costituirono il regno che, nel periodo Kofun (250-538), si espanse conquistando buona parte dei territori delle isole di Honshū, Kyūshū e Shikoku. Studi archeologici hanno datato a questo periodo le grandi battaglie che unificarono il Giappone. Tra i grandi rivali degli Yamato ci furono i regnanti di Kibi, che si trova nella zona dell'odierna Okayama.
A seguito di tali conquiste, ai sovrani di Yamato fu riconosciuto il titolo di "grande re" (大王?, Ōkimi) di Yamato oppure anche "grande re che governa tutto quanto sta sotto il cielo" (治天下大王?, Sumeramikoto o Amenoshita Shiroshimesu Ōkimi). Alla metà del VI secolo fu introdotto a corte il buddhismo, evento che segna l'inizio del classicismo giapponese. Fu uno dei periodi di massimo splendore del paese, e prese il nome di periodo Asuka (538-710) dalla capitale storica di quel tempo, Asuka kyō.
L'egemonia conquistata dal regno di Yamato e lo splendore raggiunto durante i periodi Kofun e Asuka, ha fatto sì che entrambi vengano chiamati anche periodo Yamato.
L'attuale titolo imperiale di "sovrano celeste" (天皇?, tennō), secondo buona parte della storiografia, fu introdotto per il regno dell'imperatore Tenmu, che regnò dal 672 d.C. al 686. Fu da allora che il "grande regno di Yamato" venne chiamato impero del Sol Levante (Giappone), ed il titolo di imperatore fu esteso a tutti i sovrani precedenti della dinastia.
Verso la fine del XIX secolo, gli appartenenti all'etnia principale giapponese vennero definiti "gli Yamato", per distinguerli da quelli di etnie minori come gli Ainu e dai vari stranieri, o discendenti di coreani, cinesi ecc. trapiantatisi nel paese. Tuttora, gli abitanti della Prefettura di Okinawa, che è composta dall'arcipelago di piccole isole poste all'estremo sud del paese, a volte usano il termine Yamato per riferirsi ai giapponesi delle isole principali. Nel dialetto di Okinawa, Yamato viene pronunciato Yamatu.
Lo "Spirito di Yamato" (大和魂?, Yamato-damashii) è un'allocuzione usata colloquialmente in maniera nostalgica da giapponesi conservatori per riferirsi all'epoca d'oro della cultura giapponese, quando "la vita era semplice e le persone oneste e laboriose". Secondo altre interpretazioni, fa riferimento anche al carattere coraggioso e indomito dei giapponesi, alla loro preparazione ed abilità nello sbrigare gli impegni ed alla nazionalistica consapevolezza del significato di sentirsi giapponesi.
Alla nave da battaglia Yamato, ammiraglia della marina imperiale giapponese nella seconda guerra mondiale, venne dato il nome in onore di questa provincia.